# Walter Gluch
Walter Gluch (* 18. Dezember 1910 in Dresden; † Februar 2009 in Leipzig) war ein deutscher Glasgestalter und Fachschullehrer in der DDR.

## Leben und Werk
Gluch absolvierte von 1925 bis 1927 in Dresden eine Lehre als Hohlglasschleifer und arbeitete dann in seinem Beruf. Von 1932 bis 1936 studierte er beim Leiter der Abteilung Glas Walter Nitschke (1899–1948) und bei Karl Groß an der Staatlichen Akademie für Kunstgewerbe Dresden. 1934 war er Meisterschüler von Nitschke. Nach dem Studium arbeitete Gluch in Dresden als Städtebauzeichner. 1943 wurde er wegen Unterstützung von Kriegsgefangenen von der Gestapo inhaftiert und zu einer Gefängnisstrafe verurteilt. Er war bis zum Ende der Nazi-Herrschaft 1945 in Hamburg in Haft. Dann arbeitete er als Aufbauhelfer und ab 1946 in Dresden freischaffend als Glashandwerker.
1948 nahm Gluch als Gast an der Gründung der Magdeburger Künstlergruppe Dalbe teil. Zu den Umständen seiner damaligen Verbindung nach Magdeburg wurden keine Informationen gefunden.
Von 1949 bis 1952 war Gluch Dozent in der Fachrichtung Glasveredlung der Fachschule für angewandte Kunst in Leipzig und von 1952 bis 1959 als Leiter der Klasse für Glasgestaltung an der Fachschule für angewandte Kunst  Magdeburg. Zu seinen Schülern gehörten u. a. Reginald Richter und Richard O. Wilhelm. Danach arbeitete er bis 1991 in Leipzig freischaffend als Glasgestalter. In dieser Zeit lebte er zeitweilig auch in Radebeul.
Gluch schuf vor allem in Schleif- und Graviertechnik ornamentalen und figürlichen Schmuck auf Hohlgläsern und machte, u. a. in Sandstrahltechnik, architekturgebundene Arbeiten.
Gluch war Mitglied des Verbands Bildender Künstler der DDR.

## Öffentliche Sammlungen und Museen mit Werken Gluchs (mutmaßlich unvollständig)
- Chemnitz: Textil- und Kunstgewerbesammlung der Kunstsammlungen Chemnitz
- Dresden: Kunstgewerbemuseum im Schloss Pillnitz
- Leipzig: Grassi-Museum für Angewandte Kunst

## Werke (Auswahl)
- Glasscheibe mit Darstellung des Petrus (1936; Tiefschnitt; Grassi-Museum für Angewandte Kunst, Leipzig)[1]
- Schale Flamingos (1949; Rosalinglas, geschliffen; Textil- und Kunstgewerbesammlung der Kunstsammlungen Chemnitz. Inv.-Nr. 4/41)[2]

### Architekturgebundene Werke
- Türen- und Fenstergestaltung (1950, Aue, Neubau des Krankenhauses, des heutigen Helios Klinikum Aue)
- Gestaltung der Treppenhausfenster und Spiegelbilder (1955, Leipzig, Ring-Café)
- Fenstergestaltung (1963, Freiberg, Bergakademie)
- Oberlichtgestaltung (wohl um 1951, Leipzig, Sowjetischer Pavillon auf der Alten Messe Leipzig)

## Ausstellungen (unvollständig)
- 1962/1963 und 1967/1968: Dresden, Fünfte und VI. Deutsche Kunstausstellung
- 1972 und 1974: Leipzig, Bezirkskunstausstellungen
- 1994: Markkleeberg, Agra-Club („Die Stillen im Lande“)